# رباط (مراکش)
رَباط (انگلیسی: Rabat) پایتخت کشور مراکش و دومین شهر بزرگ آن است که با جمعیت ۱٫۶۷۰٫۱۹۲ در کنار سواحل اقیانوس اطلس واقع شده‌است. این شهر فاقد بندر تجاری است و مرکز حکومتی است و تمامی سفارتخانه‌های خارجی در شهر رباط قرار دارند. مرکز تجاری مراکش، کازابلانکا است.
این شهر در اقیانوس اطلس در دهانه رود بو رگ رگ (Bou Regreg) واقع شده‌است. در کنار ساحل روبه‌روی رودخانه سال، قرار دارد. مشکلات مربوط به سیل، نقش رباط را به عنوان یک بندر کاهش داده‌است؛ با این حال، رباط و سال هنوز صنایع مهم نساجی، صنایع غذایی را حفظ کرده‌اند. علاوه بر این، به‌لحاظ گردشگری یکی از مهمترین شهرهای این کشور است.
مقر آیسسکو - سازمان علمی فرهنگی یکی از سازمانهای وابسته به سازمان کنفرانس اسلامی - در رباط است. ۴۰ کشور اسلامی از جمله ایران عضو این سازمان هستند.

## شهرهای خواهر خوانده
- بیت‌لحم - حکومت خودگردان فلسطین
- تونس - تونس
- هونولولو - ایالات متحده آمریکا
- استکهلم - سوئد
- آتن - یونان
- استانبول - ترکیه
- مادرید - اسپانیا
- سویل - اسپانیا

## نگارخانه

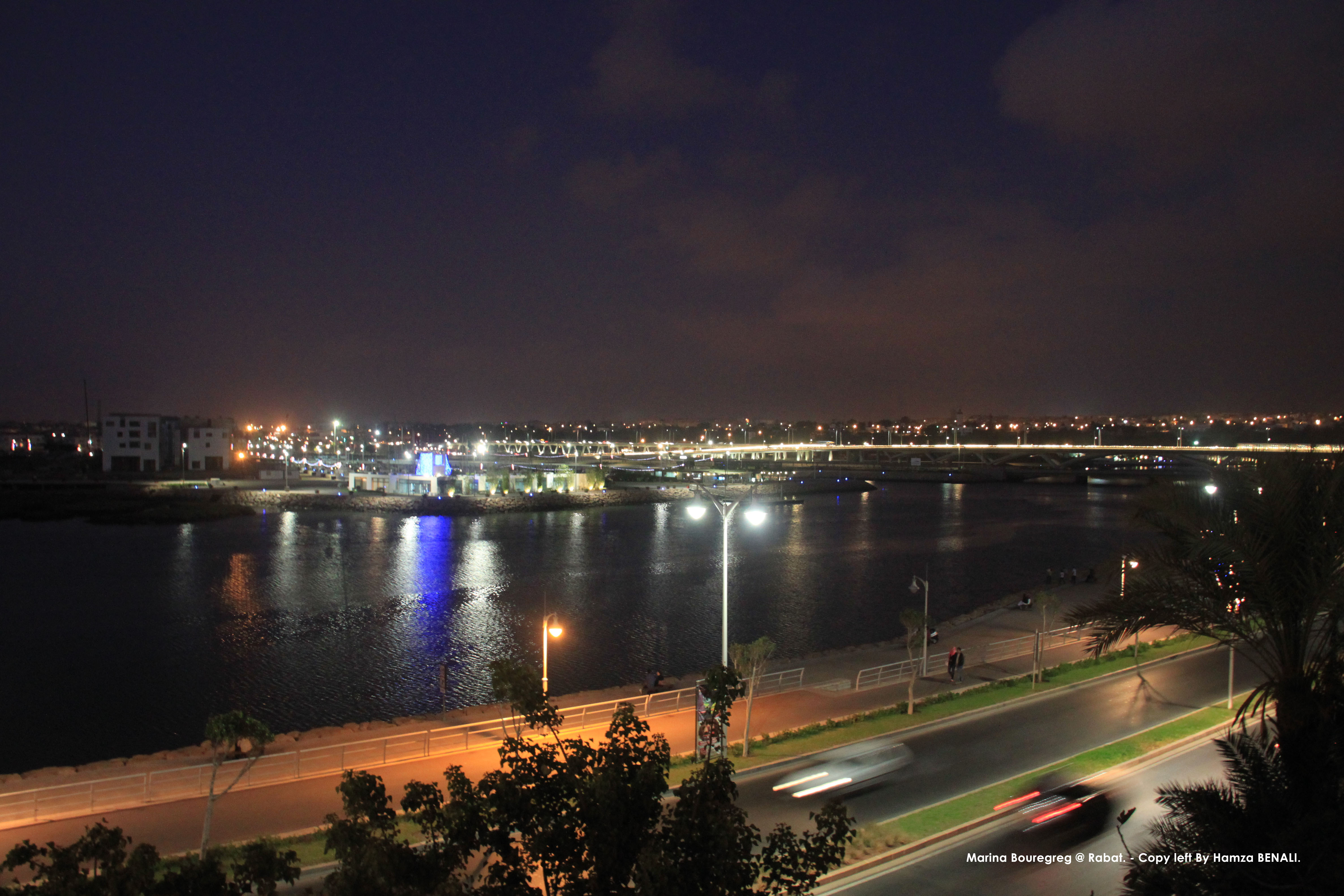
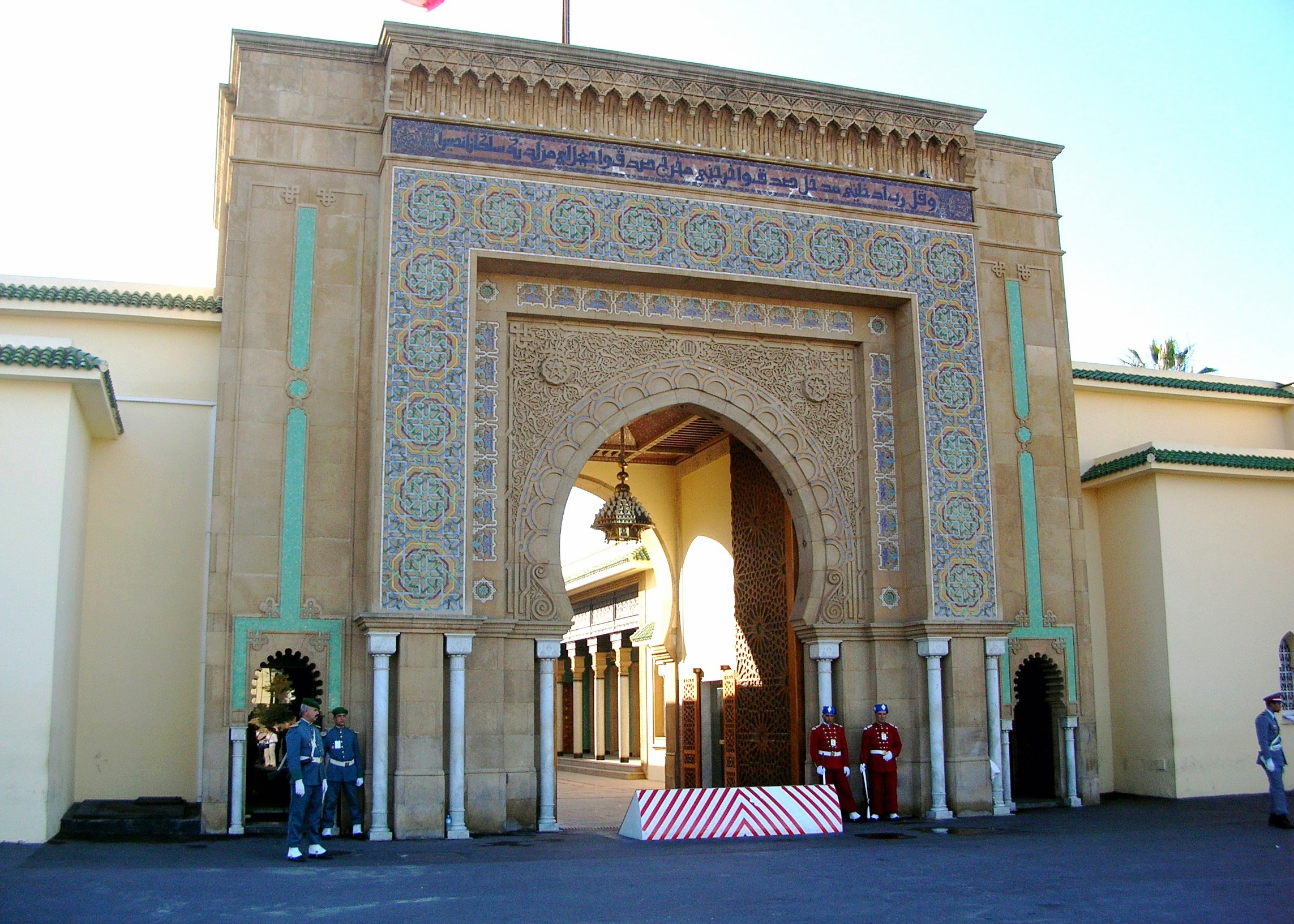
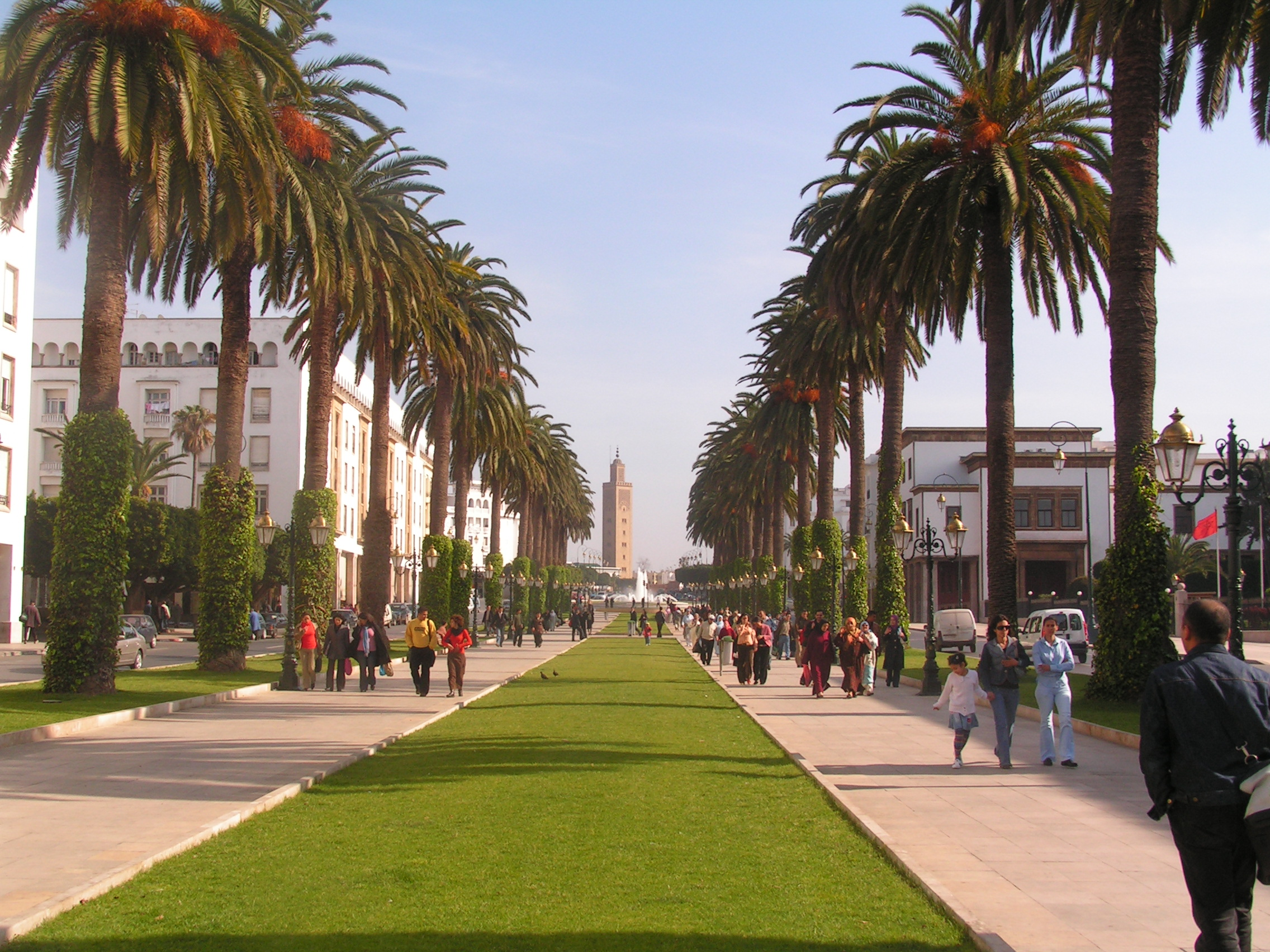
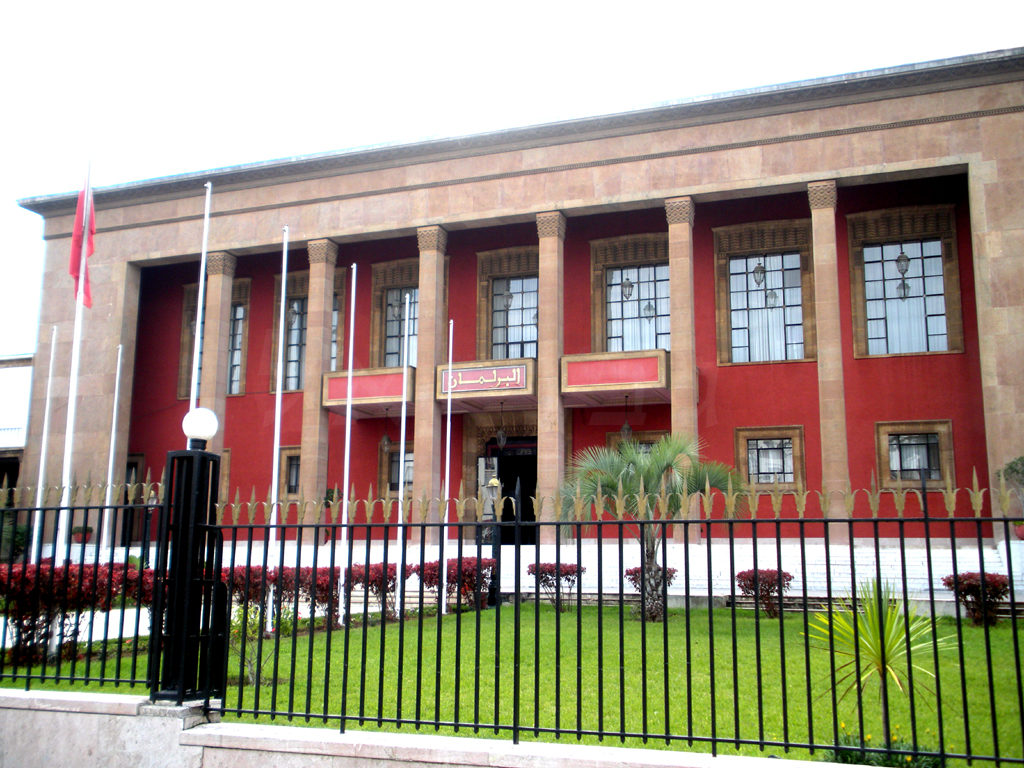
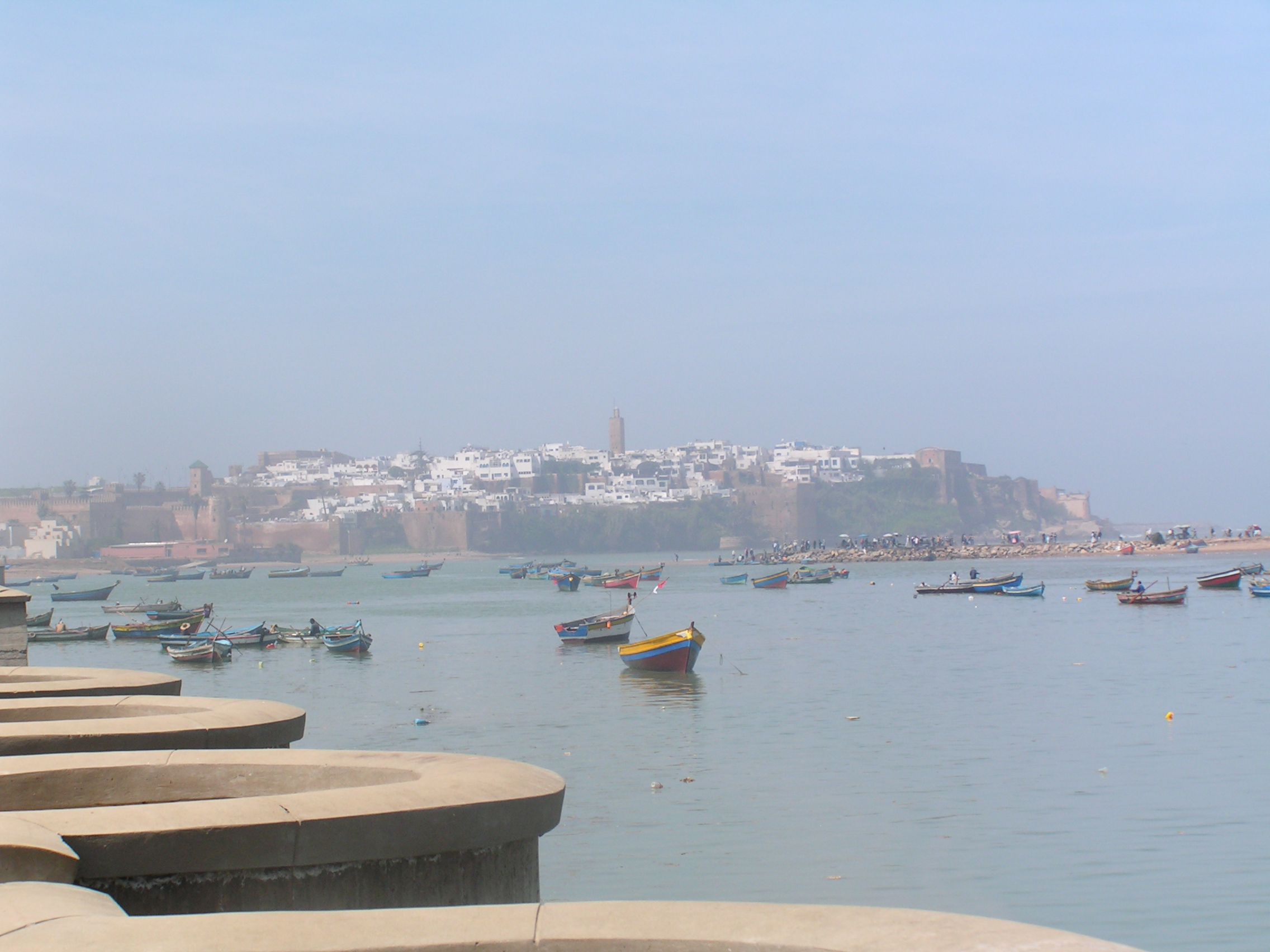
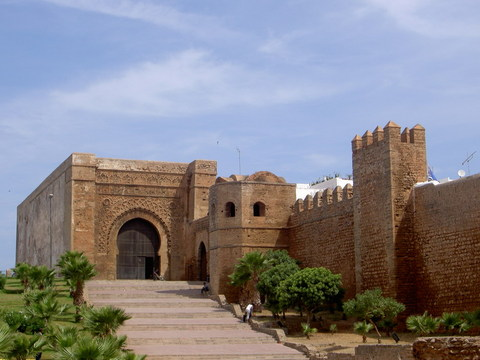
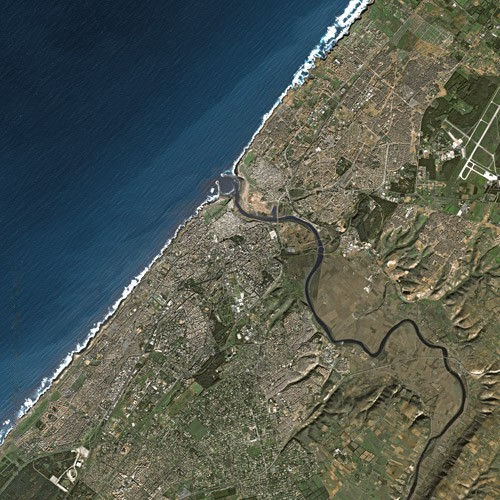
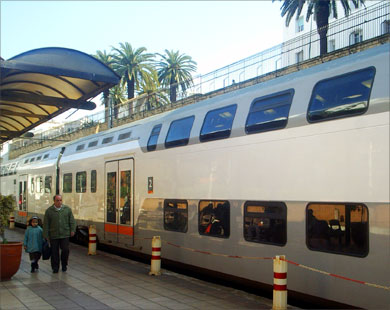